# Floresorchestia pickeringi
Floresorchestia pickeringi är en kräftdjursart som först beskrevs av James Dwight Dana 1853.  Floresorchestia pickeringi ingår i släktet Floresorchestia och familjen tångloppor. Inga underarter finns listade i Catalogue of Life.